# Podochytrium chitinophilum
Podochytrium chitinophilum är en svampart som beskrevs av Willoughby 1961. Podochytrium chitinophilum ingår i släktet Podochytrium och familjen Chytridiaceae.   Inga underarter finns listade i Catalogue of Life.